# La Neuville-sur-Oudeuil
La Neuville-sur-Oudeuil is een gemeente in het Franse departement Oise (regio Hauts-de-France) en telt 301 inwoners (2005). De plaats maakt deel uit van het arrondissement Beauvais.

## Geografie
De oppervlakte van La Neuville-sur-Oudeuil bedraagt 3,7 km², de bevolkingsdichtheid is 81,4 inwoners per km².
De onderstaande kaart toont de ligging van La Neuville-sur-Oudeuil met de belangrijkste infrastructuur en aangrenzende gemeenten.

## Demografie
Onderstaande figuur toont het verloop van het inwonertal (bron: INSEE-tellingen).